# 格爾德冰川
格爾德冰川（英語：Guard Glacier），是南極洲的冰川，位於帕爾默地東部，流經帕默利山南側，最終注入默里什冰川，在1974年由美國地質調查局繪入地圖，現時由南極條約體系管理。